# Arturo Di Napoli
Arturo Di Napoli (Milano, 18 aprile 1974) è un allenatore di calcio ed ex calciatore italiano, di ruolo attaccante.
È soprannominato Re Artù.

## Biografia
Nasce a Milano da una famiglia originaria di San Giovanni a Teduccio, quartiere della periferia orientale di Napoli. Vive la sua infanzia e adolescenza a Rozzano.  Dopo il ritiro torna a stabilirsi nella cittadina dove la moglie Belinda diventa assessore al welfare mentre lui, dopo la vicenda del calcioscommesse, ha aperto un’agenzia di scout e una di immobili.

## Carriera

### Giocatore

#### Gli esordi
Cresciuto nelle giovanili dell'Inter, nel 1993 viene ceduto in prestito dal club nerazzurro all'Acireale, squadra di Serie B con cui disputa 21 incontri (segnando 1 gol). Tornato all'Inter, viene prestato al Gualdo in Serie C1, dove in 30 presenze mette a segno 10 reti nella stagione 1994-1995.
Nel 1995 viene ceduto in comproprietà al Napoli, con cui esordisce nella massima categoria il 27 agosto 1995 alla prima giornata subentrando al 37' al posto di Alain Boghossian e mette a segno il suo primo gol in Serie A il 23 dicembre 1995 segnando il gol che accorciò le distanze in Sampdoria-Napoli poi terminata 2-2. A fine campionato colleziona 27 partite e 5 reti. Nella stagione successiva si divide tra i campani e l'Inter (che lo riscatta a gennaio), per un totale di 7 presenze senza reti.
Nelle due annate successive gioca in prestito al Vicenza (24 presenze impreziosite da 6 gol in Serie A) e all'Empoli, col quale retrocede in Serie B ma segna 11 reti in 25 partite nella stagione 1998-1999. Nella stagione 1999-2000 viene ceduto definitivamente al Piacenza per 8 miliardi di lire, non riuscendo a evitare la retrocessione in Serie B; realizza 4 reti in 18 partite, accusando diversi problemi di natura tattica e ambientale.
Viene quindi ceduto al Venezia in cambio di Sergio Volpi: con i lagunari segna 16 gol nella stagione 2000-2001 e conquista la promozione in Serie A. Non riesce a ripetersi nella stagione successiva, in Serie A (una sola rete in 25 presenze), e nel 2002 viene acquistato dal Palermo, nell'ambito del passaggio di diversi giocatori e del presidente Maurizio Zamparini dalla società veneta a quella siciliana; con i rosanero mette a segno 8 reti nella serie cadetta, svincolandosi a fine stagione.

#### Messina
Nell'estate 2003, dopo un periodo in prova con la squadra turca del Beşiktaş, viene acquistato dal Messina, con cui gioca fino al 2007. Con i giallorossi ottiene la promozione in Serie A, grazie anche alle sue 19 realizzazioni, e nella stagione 2004-2005 è uno degli artefici del 7º posto della squadra siciliana, segnando 9 gol. Nella stagione 2005-2006 supera il suo record di reti in massima serie andando in gol 13 volte.

#### Salernitana
Nel luglio 2007 raggiunge l'accordo con la Salernitana firmando un contratto triennale. Durante il campionato di Serie C1 realizza 21 reti, trascinando i granata alla vittoria del girone B e alla promozione in Serie B, fregiandosi anche del titolo di capocannoniere. Nella stagione successiva riesce con 13 reti a dare il suo contributo alla squadra granata che ottiene la salvezza nell'ultimo turno in casa del Mantova (a entrambe le squadre bastava un punto).

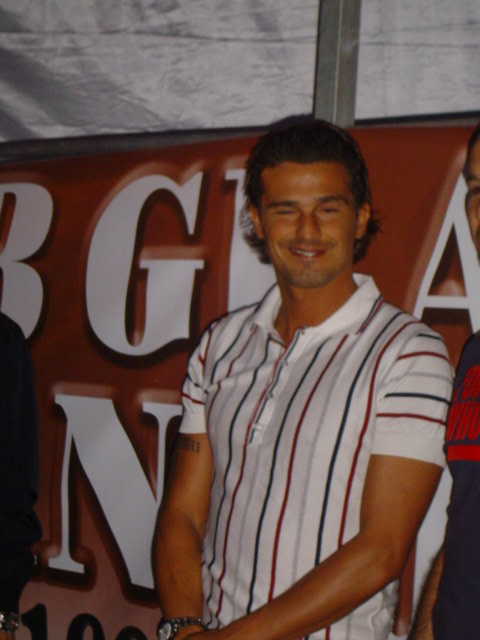
Di Napoli nel 2008 a un incontro con i tifosi della Salernitana

All'inizio della stagione 2009-2010, Di Napoli è tesserato con la Salernitana ma non viene inserito nella lista consegnata in Lega per partecipare al campionato di Serie B; infatti il 4 settembre rescinde consensualmente il contratto che lo legava al club campano.

#### I ritorni a Messina e Venezia, la Caronnese
A trentacinque anni Di Napoli torna ad accasarsi al Messina, con cui mette a segno 20 reti in Serie D. Il 1º settembre 2010 si trasferisce al Venezia, avviando nel frattempo una trattativa per l'acquisto del Messina insieme a diversi imprenditori.
Dopo 11 presenze e due reti col Venezia, il 2 dicembre 2010 passa all'Insubria Caronnese (poi semplicemente Caronnese), squadra militante in Serie D, segnando subito all'esordio. Giocherà 18 partite segnando 12 gol e portando la squadra varesotta dalle ultime posizioni all'esclusione dai play-off per differenza reti. A fine stagione si svincola, per poi tornare a giocare in Serie D con la Caronnese, con cui chiude nel 2012 la sua carriera da calciatore.

### Allenatore
Il 14 luglio 2012 inizia la sua carriera da allenatore al Rieti, militante in Eccellenza Lazio. Si dimette dall'incarico il 22 novembre successivo, a causa di contrasti con la società e motivi familiari. Il 5 agosto 2013 si accorda con il Riccione, militante in Serie D, ma a dicembre rassegna le dimissioni a causa dello smantellamento della squadra dovuta ai problemi societari del club.
La stagione successiva arriva il salto in Lega Pro: il 26 luglio 2014 diventa infatti l'allenatore del Savona, firmando un contratto annuale, ma il 18 dicembre dello stesso anno viene esonerato. Il 29 dicembre firma per il Vittoriosa Stars, squadra che milita in First Division, la serie B maltese.
L'8 agosto 2015 diventa ufficialmente allenatore del Messina, dopo aver partecipato alla cordata per l'acquisizione della società stessa. Il 9 marzo 2016 lascia però la panchina peloritana a seguito della squalifica per quattro anni nello scandalo calcioscommesse, ridotta in secondo grado a tre anni e sei mesi.
Nell'agosto 2017 arriva — per effetto di un patteggiamento — un'ulteriore pena di tre mesi di squalifica (in continuazione con la precedente) con l'aggiunta di un'ammenda di 8.000 euro; a seguito del mancato versamento della somma entro i 30 giorni previsti, l'11 aprile 2017 il Tribunale federale dichiara decaduto l'accordo e, tenuto conto della memoria difensiva che informava di un ricovero per problemi di salute, irroga a Di Napoli una pena di cinque mesi di squalifica (sempre da sommare a quella di tre anni e mezzo), con conferma della precedente ammenda.
L’11 ottobre 2017 viene assolto dal GUP di L’Aquila dall’accusa di illecito sportivo. A seguito di tale sentenza, l’ex calciatore ottiene la revisione della squalifica sportiva e può tornare nel mondo del calcio.
Dall’8 settembre 2018 al giugno 2021 allena il Cologno, squadra lombarda. Nella stagione 2022-2023 allena la New Dreams, squadra di cantanti e influencer militante nella terza categoria milanese.

## Statistiche

### Presenze e reti nei club
| Stagione           | Squadra            | Campionato         | Campionato | Campionato | Coppe nazionali | Coppe nazionali | Coppe nazionali | Coppe continentali | Coppe continentali | Coppe continentali | Altre coppe | Altre coppe | Altre coppe | Totale | Totale |
| Stagione           | Squadra            | Comp               | Pres       | Reti       | Comp            | Pres            | Reti            | Comp               | Pres               | Reti               | Comp        | Pres        | Reti        | Pres   | Reti   |
| ------------------ | ------------------ | ------------------ | ---------- | ---------- | --------------- | --------------- | --------------- | ------------------ | ------------------ | ------------------ | ----------- | ----------- | ----------- | ------ | ------ |
| 1993-1994          | Acireale           | B                  | 21         | 0          | CI              | 1               | 0               |                    | -                  | -                  |             | -           | -           | 22     | 0      |
| 1994-1995          | Gualdo             | C1                 | 30+3       | 10         | CI              | 0               | 0               |                    | -                  | -                  |             | -           | -           | 33     | 10     |
| 1995-1996          | Napoli             | A                  | 27         | 5          | CI              | 1               | 0               |                    | -                  | -                  |             | -           | -           | 28     | 5      |
| 1996-gen. 1997     | Napoli             | A                  | 1          | 0          | CI              | 1               | 0               |                    | -                  | -                  |             | -           | -           | 2      | 0      |
| Totale Napoli      | Totale Napoli      | Totale Napoli      | 28         | 5          |                 | 2               | 0               |                    |                    |                    |             |             |             | 30     | 5      |
| gen.-giu. 1997     | Inter              | A                  | 6          | 0          | CI              | 0               | 0               | CU                 | 0                  | 0                  |             | -           | -           | 6      | 0      |
| 1997-1998          | Vicenza            | A                  | 24         | 6          | CI              | 2               | 1               | CdC                | 4                  | 0                  |             | -           | -           | 30     | 7      |
| ago. -ott. 1998    | Vicenza            | A                  | 1          | 0          | CI              | 2               | 0               |                    | -                  | -                  |             | -           | -           | 3      | 0      |
| Totale Vicenza     | Totale Vicenza     | Totale Vicenza     | 25         | 6          |                 | 4               | 1               |                    | 4                  | 0                  |             |             |             | 33     | 7      |
| ott. 1998-1999     | Empoli             | A                  | 25         | 11         | CI              | 0               | 0               |                    | -                  | -                  |             | -           | -           | 25     | 11     |
| 1999-2000          | Piacenza           | A                  | 18         | 4          | CI              | 3               | 0               |                    | -                  | -                  |             | -           | -           | 21     | 4      |
| 2000-2001          | Venezia            | B                  | 35         | 16         | CI              | 7               | 2               |                    | -                  | -                  |             | -           | -           | 42     | 18     |
| 2001-2002          | Venezia            | A                  | 25         | 1          | CI              | 3               | 2               |                    | -                  | -                  |             | -           | -           | 28     | 3      |
| 2002-2003          | Palermo            | B                  | 30         | 8          | CI              | 3               | 0               |                    | -                  | -                  |             | -           | -           | 33     | 8      |
| 2003-2004          | Messina            | B                  | 39         | 19         | CI              | 0               | 0               |                    | -                  | -                  |             | -           | -           | 39     | 19     |
| 2004-2005          | Messina            | A                  | 29         | 9          | CI              | 1               | 0               |                    | -                  | -                  |             | -           | -           | 30     | 9      |
| 2005-2006          | Messina            | A                  | 35         | 13         | CI              | 0               | 0               |                    | -                  | -                  |             | -           | -           | 35     | 13     |
| 2006-2007          | Messina            | A                  | 22         | 2          | CI              | 5               | 3               |                    | -                  | -                  |             | -           | -           | 27     | 5      |
| 2007-2008          | Salernitana        | C1                 | 32         | 21         | CI-C            | ?               | ?               |                    | -                  | -                  | SC          | 2           | 0           | 34+    | 21+    |
| 2008-2009          | Salernitana        | B                  | 37         | 13         | CI              | 3               | 2               |                    | -                  | -                  |             | -           | -           | 40     | 15     |
| Totale Salernitana | Totale Salernitana | Totale Salernitana | 69         | 34         |                 | 3+              | 2+              |                    |                    |                    |             | 2           | 0           | 74+    | 36+    |
| 2009-2010          | Messina            | D                  | 32         | 20         | CI-D            | 0               | 0               |                    | -                  | -                  |             | -           | -           | 32     | 20     |
| Totale Messina     | Totale Messina     | Totale Messina     | 157        | 63         |                 | 3               | 3               |                    | -                  | -                  |             | -           | -           | 160    | 66     |
| ago.-dic. 2010     | Venezia            | D                  | 11         | 2          | CI-D            | ?               | ?               |                    | -                  | -                  |             | -           | -           | 11+    | 2+     |
| Totale Venezia     | Totale Venezia     | Totale Venezia     | 71         | 19         |                 | 10+             | 4+              |                    | -                  | -                  |             | -           | -           | 81+    | 23+    |
| dic. 2010-2011     | Caronnese          | D                  | 18         | 12         | CI-D            | ?               | ?               |                    | -                  | -                  |             | -           | -           | 18+    | 12+    |
| 2011-2012          | Caronnese          | D                  | 26         | 15         | CI-D            | ?               | ?               |                    | -                  | -                  |             | -           | -           | 26+    | 15+    |
| Totale Caronnese   | Totale Caronnese   | Totale Caronnese   | 44         | 27         |                 | ?               | ?               |                    |                    |                    |             |             |             | 44+    | 27+    |
| Totale carriera    | Totale carriera    | Totale carriera    | 527        | 187        |                 | 32+             | 10+             |                    | 4                  | 0                  |             | 2           | 0           | 565+   | 197+   |

## Palmarès

### Giocatore

#### Club
- Campionato italiano Serie C1: 1

Salernitana: 2007-2008 (girone B)

#### Individuale
- Capocannoniere del campionato italiano di Serie C1: 1

2007-2008 (21 gol)